# Grabeos
Los grabeos (también kambeos; en griego: Καμβαῖοι) eran una tribu iliria menor que vivía cerca del lago Skadar. Plinio el Viejo (23-79 d. C.) los mencionó como una de las tribus que habitaban en los alrededores del lago Shkodër (dentro de una región que abarcaba Ricinio, Acruyo, Butuano, Olcinio, y el río Drin sobre Shkodër). Wilkes (1992) los situó cerca del lago Shkodër. Hammond (1994) los situó en la región de Shkodër. Johann Hahn (1840) los situó entre el Drin y los montañas Ceraunias.

## Historia
Después de que Filipo II de Macedonia derrotara a Bardilis I (358 a. C.), los grabeos, bajo Grabos II, se convirtieron en la tribu más poderosa de Iliria. 7000 ilirios fueron asesinados por el ejército de Filipo II en una gran victoria, anexionándose el territorio hasta el lago Ohrid. Luego redujo a los grabeos, atacó a otro rey ilirio llamado Pleurato (considerado por algunos estudiosos modernos un jefe  ardieo o taulantio), derrotó a los tribalios (339 a. C.), y luchó con Pleurias, rey de los autariatas (337 a. C.).
Después del año 9 d. C., los restos de las tribus ilirias se trasladaron a nuevas ciudades costeras y a civitates más grandes y capaces; entre ellas se encontraban los grabeos.
Kretschmer relacionó etimológicamente su nombre con el eslavo grabǔ, “carpe”, con un cognado en el griego epirota gábros (γάβρος, «madera de roble»). Su nombre se ha relacionado con el umbro Krapuvi y Grabovie, dioses de Iguvium. Gabraeum (Gabraion) un lugar en Epiro, puede estar relacionado con la tribu. El nombre del rey ilirio Grabos II sugiere una conexión con la tribu.